# Казачок (Белгородская область)
Казачок — село в Старооскольском городском округе Белгородской области, центр Казачанской сельской территории. Село Казачок находится в 27 км от Старого Оскола.

## История
Село Казачок и его центральные части — поселение и пункты древней металлургии V—X века нашей эры. Южная окраина поселения датируется III—V веками нашей эры (Черняховская культура, раннее железо). Название села связано с казачьим сторожевым пунктом, который существовал еще до основания крепости Оскол.
Упоминается в Дозорной книге за 1615 год как деревня Казачья Прость. В 1721 году слобода Казачок — владение князя Меншикова. Слобода Казачок возникла как поселение в 26 верстах от города Старый Оскол, при дороге и реке Оскол, в которой насчитывалось 54 двора, 438 жителей, приходская школа, хлебозапасный магазин, молочная и винная лавки, кузница. Со второй половины XVII века жилые постройки поселения постепенно сосредоточились на левом берегу реки Оскол, где в настоящее время и находится село.
По левому берегу реки Оскол находилась церковь в честь Архангела Михаила, построенная в селе Казачок в 1810 году.
В 1875 году в Казачке открылась школа грамоты, где обучалось 8 учеников. В 1885 году в церковной сторожке открылась церковно-приходская школа. По инициативе земства в 1893 году в селе Казачок была построена больница. В 1896 году в селе была открыта библиотека-читальня. Инициатива её создания принадлежала Земскому собранию. В 1900 году было построено новое здание школы в селе Казачок. В 1909 году в Казачке открывается Земская школа.
Осенью 1917 года в село Казачок приехал отряд вооружённых революционеров. Был создан комитет бедноты. Начали образовываться Советы. В августе 1918 года в селе Казачок была организована партийная организация. В этот период укреплялись сельские Советы, они организовывали первые крестьянские товарищества, потребительские кооперативы.
Из времен гражданской войны известен — благодаря архивному документу — такой красочный факт: 7 сентября 1919 года политотдел 42-й стрелковой дивизии 13-й армии организовал в Казачке концерт и митинг. По селу «разъезжал украшенный фургон с граммофоном в сопровождении агитаторов».
В 1929—1930 годах на территории нескольких сёл, куда входил и Казачок, была организована коммуна «Гигант». Одно из отделений коммуны объединяло сёла Ивановку, Голофеевку, Николаевку, Казачок. В 1931—1933 годах образованы колхозы в селе Казачок. Это были колхозы им. Буденного и им. Ворошилова.
С 3 июля 1942 года по 21 января 1943 года территория находились в зоне оккупации. Всего в годы войны погибло 108 сельчан. Освобождено советскими войсками в феврале 1943 года.
В 1943 году Казачанская средняя школа возобновила свою работу. В 1960 году было построено новое здание Казачанской средней школы.
В 1964 году было совершено перезахоронение воинов, павших в Великую Отечественную войну, в братскую могилу. В том же году был сооружен памятник. В 1979 году установлен нынешний памятник.
В 1997 году Казачок (290 личных хозяйств, 520 жителей) — центр Казачанской сельской территории (5 сел) в Старооскольском районе.
В настоящее время на территории села действует ферма ОАО «Молоко Белогорья», а также семейные подсобные хозяйства, получившие развитие в рамках действующей программы «Семейные фермы Белогорья».

## Население
| 2002 | 2010 |
| ---- | ---- |
| 494  | ↘486 |